# Mjasiščev VM-T
Mjasiščev VM-T Atlant (Мясищев ВМ-Т «Атлант») je sovětský, resp. ruský těžký dopravní letoun, který vznikl modernizací bombardéru Mjasiščev M-4. Letoun poprvé vzlétl v roce 1981, o rok později byl využíván pro dopravní účely. Účastnil se sovětských vesmírných programů Buran a Eněrgija, když převážel jak raketoplán Buran, tak komponenty rakety Eněrgija. 
Celkem byly postaveny dva kusy Atlantu. V roce 1989 byly nahrazeny dnes dobře známým nákladním letounem An-225 Mrija. Ten je také určen pro přepravu nadměrných nákladů, v čemž drží i světové rekordy. Jeden stroj VM-T Atlant je umístěn na letišti Žukovskij a je vlastněn významným ruským leteckým centrem CAGI (ЦАГИ -  Центральный аэрогидродинамический институт) a Výzkumným institutem M. M. Gromova. Druhý stroj je pak umístěn na letecké základně Ďagilevo ve městě Rjazaň.

## Specifikace

### Technické údaje
- Osádka: 8
- Rozpětí: 53,14 m
- Délka: 58,70 m
- Výška: 14 m
- Nosná plocha: 320 m²
- Hmotnost prázdného letounu: 74 500 kg
- Maximální vzletová hmotnost: 210 000 kg
- Pohonné jednotky: 4 × proudový motor TRD VD-7

### Výkony
- Maximální rychlost: 925 km/h
- Praktický dostup: 12 000 m
- Dolet: 9400 km